# Čáslavsko
Obec Čáslavsko (německy Tschaslawsko) se nachází v okrese Pelhřimov v Kraji Vysočina. Žije zde 115 obyvatel.

## Historie
První písemná zmínka o obci pochází z roku 1545.

## Pamětihodnosti
- Kaple Narození Panny Marie

## Části obce
- Čáslavsko
- Jelenov
- Kopaniny
- Skočidolovice
- Štědrovice